# Холмс, Артур
Артур Холмс (англ. Arthur Holmes; 14 января 1890 — 20 сентября 1965) — британский геолог.
Член Лондонского королевского общества (1942), иностранный член Французской академии наук (1955). 

## Биография
Артур Холмс родился 14 января 1890 в городе Гейтсхеде. Успешно окончил Лондонский университет в 1909 году. 
Работал профессором в Эдинбургском университете. Определил возраст девонских отложений в 370 миллионов лет. 
В 1912 году определил возраст Земли в 1600 млн лет, в конце жизни «продлил» возраст Земли до 4,5 миллиарда лет.
Артур Холмс — автор теории конвекции в мантии (1929 год), объясняющей механизм движения литосферных плит в гипотезе Вегенера. А. Холмс заключил, что если за длительный период времени даже лед проявляет способность к пластическому течению, то то же самое может происходить и с мантией. Если восходящее течение в мантии направлено в середину материкового массива и расходится наверху в разные стороны, то материк должен расколоться, а две его половины — отойти друг от друга. А. Холмс уподобил это течение «бесконечно движущемуся поясу» или тому, что теперь называют «лентой конвейера».
Артур Холмс умер 20 сентября 1965 года в городе Лондоне.
В его честь Европейским союзом наук о Земле учреждена медаль Артура Холмса (Arthur Holmes Medal).

## Награды и признание
- Медаль Мурчисона (1940)
- Медаль Волластона (1956)
- Медаль Пенроуза (1956)
- В его честь назван кратер на Марсе[англ.]